# Окамењена шума
Окамењена шума (енгл. The Petrified Forest) је амерички филм из 1936. године, који је режирао Арчи Мејо. Главне улоге играју: Лесли Хауард и Бети Дејвис.